# إصلاح الإملاء باللغة الإنجليزية
لقرون، كانت هناك حركة لإصلاح هجاء اللغة الإنجليزية. يسعى إلى تغيير الهجاء الإنجليزي بحيث يكون أكثر تناسقًا، ويطابق النطق بشكل أفضل، ويتبع مبدأ الحروف الأبجدية. تشمل الدوافع الشائعة للإصلاح الإملائي التعلم السريع والأرخص، مما يجعل اللغة الإنجليزية أكثر فائدة للتواصل الدولي.
تختلف مقترحات الإصلاح من حيث عمق التغييرات اللغوية والطرق التي يتم تنفيذها بها. من حيث أنظمة الكتابة، فإن معظم مقترحات الإصلاح الإملائي معتدلة. يستخدمون الأبجدية الإنجليزية التقليدية، ويحاولون الحفاظ على الأشكال المألوفة للكلمات، ويحاولون الحفاظ على الاصطلاحات الشائعة (مثل e silent e ). تتضمن المقترحات الأكثر جذرية إضافة أو إزالة الحروف أو الرموز، أو حتى إنشاء أبجديات جديدة. بعض الإصلاحيين يفضلون التغيير التدريجي الذي يتم تنفيذه على مراحل، بينما يفضل البعض الآخر إجراء إصلاح فوري وشامل للجميع.
تم اعتماد بعض مقترحات الإصلاح الإملائي جزئيًا أو مؤقتًا. أصبحت العديد من التهجئات التي يفضلها نوح وبستر قياسية في الولايات المتحدة، لكن لم يتم تبنيها في أي مكان آخر (انظر الاختلافات الإملائية الأمريكية والبريطانية الإنجليزية ). كان اقتراح هاري ليندجرين، SR1، شائعًا في أستراليا في وقت واحد. ومع ذلك، نادراً ما اجتذب الإصلاح الإملائي دعمًا شعبيًا واسع النطاق، وأحيانًا واجه مقاومة منظمة.